# Papilio mackinnoni
Papilio mackinnoni är en fjärilsart som beskrevs av Sharpe 1891. Papilio mackinnoni ingår i släktet Papilio och familjen riddarfjärilar.
Artens utbredningsområde är Tanzania. Inga underarter finns listade i Catalogue of Life.

## Bildgalleri

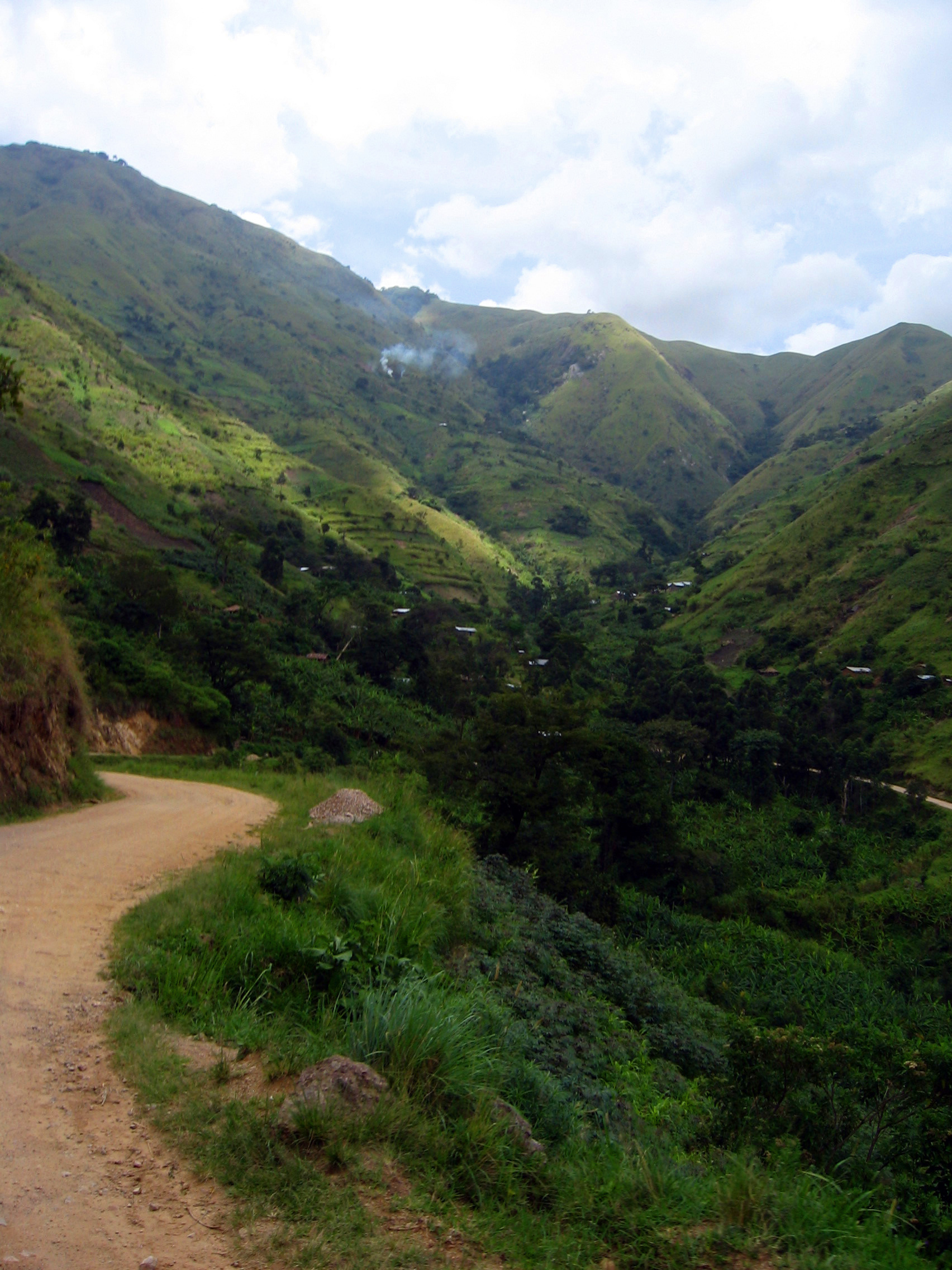